# Lemlahdensaari
Lemlaxön (finnois : Lemlahdensaari) est une île de l'archipel de Turku à Pargas en Finlande.

## Géographie
Lemlahdensaari est l'une des principales îles de Parainen. 
Elle est située dans les parties orientales de la commune, au sud du centre de Parainen.
Un pont relie Lemlahdensaari à Lielahdensaari.
Outre Lielahdensaari, les plus grandes îles voisines de l'île sont Stortervolandet à l'ouest et Kirkkosaari au nord-ouest. 
À l'est, Lemlahdensaari est bordé par Peimari,.
Le manoir de Kuitia, construit à la fin du Xe siècle, est situé sur l'île de Lemlahdensaari. 
Le château est l'un des rares bâtiments médiévaux restants en Finlande.